# Powiat Słupecki
Der Powiat Słupecki ist ein Powiat (Kreis) in der polnischen Woiwodschaft Großpolen. Der Powiat hat eine Fläche von 837,9 km², auf der etwa 59.250 Einwohner leben. Die Bevölkerungsdichte beträgt 71 Einwohner/km² (2019).

## Gemeinden
Der Powiat umfasst acht Gemeinden, davon eine Stadtgemeinde, eine Stadt-und-Land-Gemeinde und sechs Landgemeinden.

### Stadtgemeinde
- Słupca (Slupca)

### Stadt-und-Land-Gemeinde
- Zagórów (Zagorow)

### Landgemeinden
- Lądek (Ladek)
- Orchowo (Orchheim)
- Ostrowite (Ostrowite)
- Powidz (Powidz)
- Słupca
- Strzałkowo (Stralkowo)